# Iomachus
Genre
Synonymes
- Africanoiomachus Lourenço, 2020

Iomachus est un genre de scorpions de la famille des Hormuridae.

## Distribution
Les espèces de ce genre se rencontrent en Asie du Sud et en Afrique de l'Est.

## Liste des espèces
Selon The Scorpion Files (19/03/2021) :
- Iomachus borana Caporiacco, 1939
- Iomachus ineichi Lourenço, 2020
- Iomachus laeviceps (Pocock, 1890)
- Iomachus malabarensis Pocock, 1900
- Iomachus nitidus Pocock, 1900
- Iomachus politus Pocock, 1896
- Iomachus punctulatus Pocock, 1897
- Iomachus surgani Bastawade, 1986

## Publication originale
- Pocock, 1893 : « Notes on the classification of Scorpions, followed by some observations upon synonymy, with descriptions of new genera and species. » Annals and Magazine of Natural History, sér. 6, vol. 12, p. 303–330 (texte intégral).